# Clarke Stadium
O Clarke Stadium é um estádio de futebol localizado na cidade de Edmonton, no Canadá.

## História
O estádio foi construído originalmente em 1938 e recebeu o nome do então prefeito Joseph Clarke. Foi construído em terreno doado à cidade com o objetivo de construir campos de esportes públicos pelo primeiro ministro Mackenzie King (um amigo pessoal de Clarke). O Clarke Stadium original acomodou aproximadamente 20.000 espectadores em condições espartanas consistentes com a época. A área de estar consistia em duas arquibancadas do lado oposto. Alguns estandes de "endzone" foram adicionados anos depois. 